# Heresy (låt)
Heresy är en låt av det kanadensiska progressiv rock-bandet Rush. Den släpptes som singel och återfinns på albumet Roll the Bones, släppt den 3 september 1991. 
"Heresy" spelades aldrig live av Rush. Detta gör att det är den enda singeln från Roll the Bones tillsammans med "Face Up" som aldrig spelats live.